# Mistrzostwa Europy w Wioślarstwie 2009
69. Mistrzostwa Europy w Wioślarstwie 2009 – rozegrane między 18 września a 20 września w Brześciu na Białorusi.
W Mistrzostwach Europy uczestniczyło 457 zawodników z 32 krajów. Rozdanych zostało 14 kompletów medali (8 w konkurencjach dla mężczyzn, 6 w konkurencjach dla kobiet).

## Reprezentacje państw uczestniczących w mistrzostwach
W nawiasach (  ) podano liczbę reprezentantów danego kraju
| - Armenia (2) - Austria (11) - Belgia (4) - Białoruś (46) - Bułgaria (6) - Cypr (2) - Czechy (18) - Chorwacja (16) - Estonia (18) - Finlandia (2) - Francja (29) | - Grecja (12) - Gruzja (5) - Hiszpania (16) - Izrael (2) - Litwa (16) - Łotwa (1) - Mołdawia (7) - Niemcy (16) - Polska (34) - Portugalia (6) - Rosja (38) | - Rumunia (27) - Serbia (12) - Słowacja (3) - Słowenia (9) - Szwajcaria (8) - Szwecja (1) - Ukraina (40) - Węgry (12) - Wielka Brytania (9) - Włochy (29) |

## Konkurencje
W nawiasach (  ) podano liczbę uczestników danej konkurencji
| - Mężczyźni (309) - M1x (jedynka) (18) - M2- (dwójka bez sternika) (24) - M2x (dwójka podwójna) (20) - LM2x (dwójka podwójna wagi lekkiej) (30) - M4- (czwórka bez sternika) (44) - M4x (czwórka podwójna) (44) - LM4- (czwórka bez sternika wagi lekkiej) (48) - M8+ (ósemka) (81) | - Kobiety (149) - W1x (jedynka) (12) - W2- (dwójka bez sternika) (14) - W2x (dwójka podwójna) (20) - LW2x (dwójka podwójna wagi lekkiej) (20) - W4x (czwórka podwójna) (20) - W8+ (ósemka) (63) |

## Medaliści

### Konkurencje mężczyzn
| Konkurencja                                        | Złoto | Srebro | Brąz |
| M1x (jedynka) szczegóły                            | Litwa · Mindaugas Griškonis | Grecja · Janis Christu | Chorwacja · Mario Vekić |
| M2x (dwójka podwójna) szczegóły                    | Estonia · Allar Raja · Kaspar Taimsoo | Szwajcaria · André Vonarburg · Florian Stofer | Serbia · Marko Marjanović · Dušan Bogićević |
| M4x (czwórka podwójna) szczegóły                   | Ukraina · Hennadij Zacharczenko · Wołodymyr Pawłowśkyj · Kostiantyn Zajcew · Serhij Hryń                                                                                        | Białoruś · Waleryj Radziewicz · Kirył Lemiaszkiewicz · Stanisłau Szczarbaczenia · Dzianis Mihal                                                                                | Polska · Arnold Sobczak · Piotr Licznerski · Michał Słoma · Wiktor Chabel |
| M2- (dwójka bez sternika) szczegóły                | Grecja · Apostolos Gundulas · Nikolaos Gundulas | Serbia · Nikola Stojić · Goran Jagar | Francja · Laurent Cadot · Jean-David Bernard |
| M4- (czwórka bez sternika) szczegóły               | Grecja · Janis Tsamis · Sterjos Papachristos · Jeorjos Dzialas · Pawlos Gawriilidis                                                                                             | Czechy · Jan Gruber · Jakub Makovička · Milan Bruncvík · Michal Horváth | Hiszpania · Pedro Rodríguez Aragón · Pau Vela Maggi · Marcelino García Cortés · Noe Guzman Del Castillo                                                                             |
| LM2x (dwójka podwójna wagi lekkiej) szczegóły      | Grecja · Dimitris Mujos · Wasilis Polimeros | Włochy · Lorenzo Bertini · Elia Luini | Francja · Pierre-Étienne Pollez · Maxime Goisset |
| LM4- (czwórka bez sternika wagi lekkiej) szczegóły | Francja · Jean-Christophe Bette · Fabien Tilliet · Franck Solforosi · Fabrice Moreau                                                                                            | Niemcy · Matthias Schömann-Finck · Jost Schömann-Finck · Jochen Kühner · Martin Kühner                                                                                         | Serbia · Nemanja Nešić · Miloš Stanojević · Nenad Babović · Miloš Tomić |
| M8+ (ósemka) szczegóły                             | Polska · Patryk Brzeziński · Jarosław Godek · Michał Szpakowski · Krystian Aranowski · Piotr Hojka · Marcin Brzeziński · Wojciech Gutorski · Mikołaj Burda · Daniel Trojanowski | Ukraina · Andrij Pryweda · Serhij Bazylew · Anton Cholaznykow · Wałentyn Kłećkoj · Andrij Jakymczuk · Dmytro Prokopenko · Andrij Szpak · Serhij Czykanow · Ołeksandr Konowaluk | Francja · Julien Desprès · Adrien Hardy · Pierre-Jean Peltier · Jean-Baptiste Macquet · Germain Chardin · Benjamin Rondeau · Sébastien Lenté · Dorian Mortelette · Benjamin Manceau |

### Konkurencje kobiet
| Konkurencja                                   | Złoto | Srebro | Brąz |
| W1x (jedynka) szczegóły                       | Białoruś · Kaciaryna Karsten | Czechy · Miroslava Knapková | Rosja · Julija Lewina |
| W2x (dwójka podwójna) szczegóły               | Włochy · Laura Schiavone · Gabriella Bascelli | Czechy · Jitka Antošová · Lenka Antošová | Polska · Agata Gramatyka · Natalia Madaj |
| W4x (czwórka podwójna) szczegóły              | Ukraina · Switłana Spiriuchowa · Tetiana Kołesnikowa · Anastasija Kożenkowa · Jana Dementjewa                                                                         | Włochy · Erika Bello · Gabriella Bascelli · Laura Schiavone · Elisabetta Sancassani | Rumunia · Anca Luchian · Irina Dorneanu · Andreea Boghian · Cristina Grigoraș                                                                                         |
| W2- (dwójka bez sternika) szczegóły           | Rumunia · Camelia Lupascu · Nicoleta Albu | Rosja · Maja Żuczkowa · Alewtina Podwiazkina | Chorwacja · Sonja Kešerac · Maja Anić |
| LW2x (dwójka podwójna wagi lekkiej) szczegóły | Grecja · Christina Jazidzidu · Aleksandra Tsiawu | Polska · Magdalena Kemnitz · Agnieszka Renc | Austria · Stefanie Borzzacchini · Michaela Taupe-Traer |
| W8+ (ósemka) szczegóły                        | Rumunia · Roxana Cogianu · Ionelia Neacsu · Maria Diana Bursuc · Ioana Craciun · Adelina Cojocariu · Cristina Ilie · Camelia Lupascu · Eniko Barabas · Teodora Stoica | Białoruś · Nadzieja Bielska · Natalla Koszal · Natalla Haurylenka · Wolha Płaszkowa · Nina Bondarawa · Hanna Nachajewa · Wolha Szczarbaczenia-Żylska · Zinaida Kluczynska · Jarasława Paułowicz | Ukraina · Tetiana Dudyk · Hanna Kucenko · Natalija Huba · Ołena Buriak · Anna Krawczenko · Switłana Nowiczenko · Olha Hurkowśka · Kateryna Tarasenko · Anna Hajdukowa |

## Klasyfikacja medalowa
| Lp. | Państwo    |   |   |   | Razem |
| --- | ---------- | - | - | - | ----- |
| 1.  | Grecja     | 4 | 1 |   | 5     |
| 2.  | Ukraina    | 2 | 1 | 1 | 4     |
| 3.  | Rumunia    | 2 |   | 1 | 3     |
| 4.  | Włochy     | 1 | 2 |   | 3     |
| 4.  | Białoruś   | 1 | 2 |   | 3     |
| 6.  | Polska     | 1 | 1 | 2 | 4     |
| 7.  | Francja    | 1 | 0 | 3 | 4     |
| 8.  | Litwa      | 1 |   |   | 1     |
| 8.  | Estonia    | 1 |   |   | 1     |
| 10. | Czechy     |   | 3 |   | 3     |
| 11. | Serbia     |   | 1 | 2 | 3     |
| 12. | Rosja      |   | 1 | 1 | 2     |
| 13. | Szwajcaria |   | 1 |   | 1     |
| 13. | Niemcy     |   | 1 |   | 1     |
| 15. | Chorwacja  |   |   | 2 | 2     |
| 16. | Hiszpania  |   |   | 1 | 1     |
| 16. | Austria    |   |   | 1 | 1     |